# Jorge Lendeborg Jr.
Jorge David Lendeborg Jr. (Santo Domingo; 21 de enero de 1996) es un actor dominicano, conocido por participar en las películas Bumblebee, Spider-Man: Homecoming y Alita: Battle Angel.

## Carrera
En 2014, Lendeborg hizo su debut televisivo en un episodio de la serie Graceland interpretando a Chihuaha. Después, en 2017, participó en la película de Marvel Spider-Man: Homecoming como Jason Ionello. La película es protagonizada por Tom Holland como Peter Parker / Spider Man y fue un éxito crítico y financiero.

## Filmografía
| Cine       | Cine                      | Cine          | Cine                                     |
| Año        | Título                    | Rol           | Notas                                    |
| ---------- | ------------------------- | ------------- | ---------------------------------------- |
| 2016       | The Land                  | Cisco         |                                          |
| 2016       | Shot                      | Miguel        |                                          |
| 2017       | Brigsby Bear              | Spencer       |                                          |
| 2017       | Spider-Man: Homecoming    | Jason Ionello |                                          |
| 2018       | Love, Simon               | Nick Eisner   |                                          |
| 2018       | Bumblebee                 | Memo          |                                          |
| 2019       | Alita: Battle Angel       | Tanji         |                                          |
| 2019       | Spider-Man: lejos de casa | Jason Ionello |                                          |
| 2020       | Critical Thinking         | Ito Paniagua  |                                          |
| 2021       | Bliss                     | Arthur Wittle |                                          |
| 2021       | Boogie                    | Richie        |                                          |
| 2021       | Fauces de la noche        | Benny Perez   | Netflix                                  |
| 2022       | American Carnage          | J.P.          |                                          |
| 2022       | Spider-Man: No Way Home   | Jason Ionello | Versión extendida de la película de 2021 |
| Televisión |                           |               |                                          |
| Año        | Título                    | Rol           | Notas                                    |
| 2014       | Graceland                 | Chihuaha      | Episodio: «Magic Number»                 |
| 2019       | Wu-Tang: An American Saga | Jah Son       |                                          |